# KI-virus
KI-virus är ett polyomavirus, snarlikt WU-viruset, som förekommer över hela världen och ger luftvägsinfektioner hos barn. Sitt namn har det fått av att det upptäcktes vid Karolinska institutet i Stockholm 2007.